# Świteziański Rezerwat Krajobrazowy
Świteziański Rezerwat Krajobrazowy (biał. Ландшафтны заказнік «Свіцязянскі»; ros. Ландшафтный природоохранный заказник "Свитязянский") – rezerwat przyrody o znaczeniu republikańskim położony na Białorusi, chroniący jezioro Świteź i okalający je kompleks leśny.
Siedziba władz rezerwatu mieści się w Walówce.

## Położenie
Rezerwat położony jest na Wysoczyźnie Nowogródzkiej. Administracyjnie leży w obwodzie grodzieńskim, w rejonie nowogródzkim oraz w niewielkim fragmencie w rejonie korelickim.

## Historia
Rezerwat został utworzony w 1970 w celu zachowania unikalnego krajobrazu jeziorno-leśnego. W 2007 uzyskał status rezerwatu o znaczeniu republikańskim.

## Geomorfologia i biotopy
Obszar ukształtował się podczas zlodowaceń plejstoceńskich. Rzeźba terenu jest delikatnie pofałdowana przez moreny o wysokości przeważnie 10-15 m, maksymalnej 26 m. Centralną część rezerwatu stanowi jezioro Świteź pochodzenia krasowego.
Na terenie rezerwatu dominują lasy, głównie mieszane, które stanowią 79,9% powierzchni. Występują tu także bagna i torfowiska (9,8%) oraz łąki (8,7%). Pozostałe grunty zajmują 1,6% powierzchni.
Na terenie rezerwatu wyróżnia się 46 typów biotopów, w tym 7 szczególnie cennych.

## Hydrologia
Świteź charakteryzuje się wyjątkową przejrzystością wody i niską zawartością materii organicznej. Zasilana jest głównie przez opady atmosferyczne, co skutkuje niskim stopniem mineralizacji jej wód. Wypływa z niej jedna wysychająca rzeka Sworotwa, której przepływ obecnie jest zablokowany.
W okolicach jeziora moreny tworzą nieckę ze spadkiem w kierunku jeziora.

## Fauna i flora

### Fauna
Świteziański Rezerwat Krajobrazowy zamieszkuje 98 gatunków ptaków, 31 ssaków, 10 płazów oraz 4 gatunki gadów. 7 z nich wpisanych jest do Czerwonej Księgi Białorusi.
Do gatunków zwierząt występujących na terenie rezerwatu zaliczają się: z ptaków: bocian czarny, orlik krzykliwy, kobuz, pójdźka zwyczajna i puszczyk uralski; z ssaków: borsuk europejski, jeleń, łoś, dzik euroazjatycki, wilk szary, lis, zając i wiewiórka pospolita oraz z owadów niedźwiedziówka krasa.
Świteź zamieszkują płoć, wzdręga, lin, kiełb pospolity, okoń pospolity, jazgarz i szczupak pospolity.

### Flora
Na terenie rezerwatu rośnie 515 gatunków roślin naczyniowych i 76 gatunków mszaków. 
18 występujących tu gatunków roślin naczyniowych i jeden gatunek glona wpisanych jest do Czerwonej Księgi Białorusi.
Rośliny reprezentują m.in. brzeżyca jednokwiatowa, lobelia jeziorna, poryblin jeziorny, buławnik czerwony, buławnik mieczolistny, pępawa miękka, obuwik pospolity, kukułka szerokolistna, kruszczyk rdzawoczerwony, gruszycznik jednokwiatowy, arnika górska, mieczyk dachówkowaty, lilia złotogłów, gnieźnik jajowaty, podkolan zielonawy, sasanka otwarta, wroniec widlasty, jezierza giętka; glony natomiast – krynicznik Nitella gracilis.
Rodzaje i gatunki drzew lasotwórczych lasów rezerwatu (z ich procentowym udziałem powierzchniowym):
- dąb 26%
- świerk 24%
- sosna 23%
- brzoza 14%
- olsza czarna 5%
- topola osika 3%
- grab 1,4%
- inne 3,6%

Jako domieszki występują klon, lipa, jesion, modrzew syberyjski, dąb czerwony i topola laurolistna.
Na szczególną uwagę zasługuje Potrójny dąb (biał. Дуб-трайнік, Dub-trajnik; ros. Дуб-тройник, Dub-trojnik) – pomnik przyrody mający ponad 300 lat.

### Mykobiota
Występuje tu co najmniej 60 gatunków grzybów, w tym dwa wpisane do Czerwonej Księgi Białorusi (siedzuń sosnowy, siedzuń Sparassis laminosa) oraz m.in. borowik. Porosty reprezentuje granicznik płucnik.

## Turystyka
Świteziański Rezerwat Krajobrazowy jest tłumnie odwiedzany przez turystów. Posiada rozwiniętą infrastrukturę turystyczną, taką jak centrum informacji ekologicznej z centrum ekorozrywki, tablice informacyjne o przyrodzie rezerwatu, trzy pola namiotowe, parking i molo. Wytyczone są dwa szlaki Kolco Switiazi (ros. Кольцо Свитязи; pol. Pierścień Świtazi) wokół jeziora oraz Landszaftnaja tropa (ros. Ландшафтная тропа; pol. Szlak krajobrazowy) w pobliżu głównej plaży. W granicach rezerwatu znajduje się sanatorium Kolei Białoruskiej Świtiaź.
Dozwolone jest wędkarstwo oraz zbieractwo grzybów.